# Pljussa (Ort)
Pljussa (russisch Плю́сса) ist eine Siedlung städtischen Typs in der Oblast Pskow in Russland mit 3450 Einwohnern (Stand 14. Oktober 2010).

## Geographie
Der Ort liegt etwa 90 km Luftlinie nordöstlich des Oblastverwaltungszentrums Pskow gut 10 km von der Grenze zur Oblast Leningrad entfernt. Er befindet sich unweit des linken Ufers des namensgebenden rechten Narva-Nebenflusses Pljussa.
Pljussa ist Verwaltungszentrum des Rajons Pljusski sowie Sitz und einzige Ortschaft der Stadtgemeinde (gorodskoje posselenije) Pljussa.

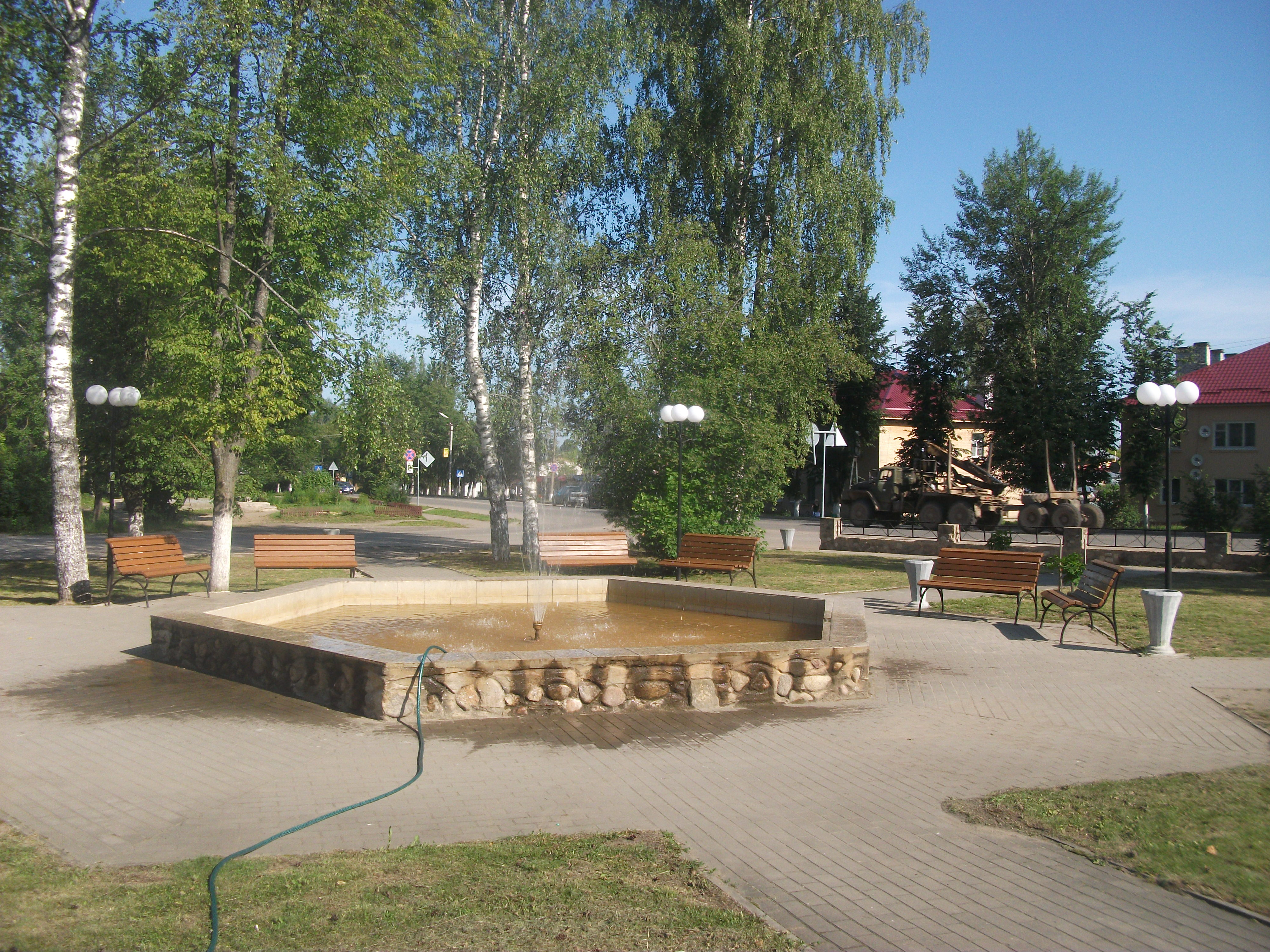
Park an der Leninstraße
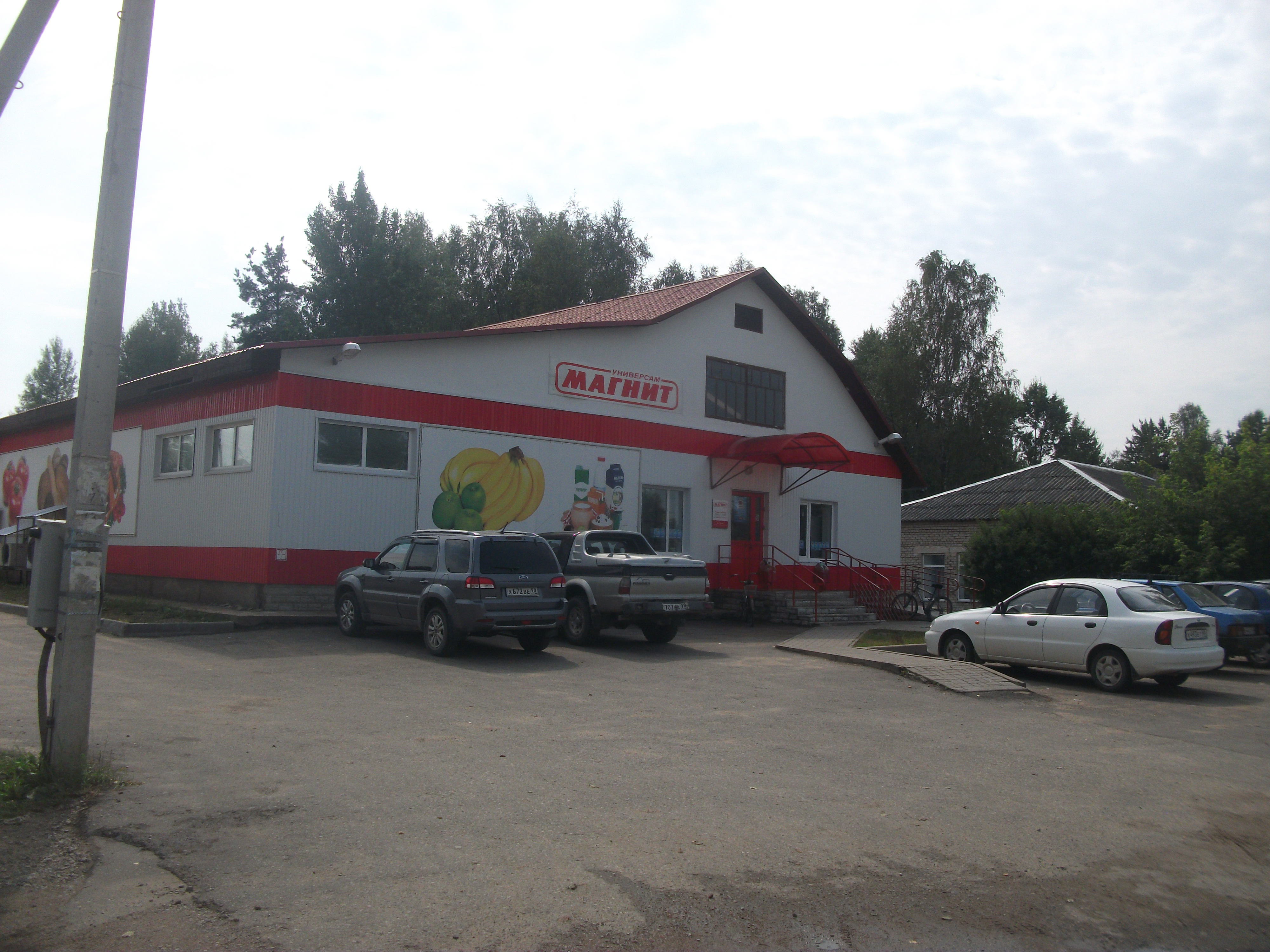
Einkaufszentrum
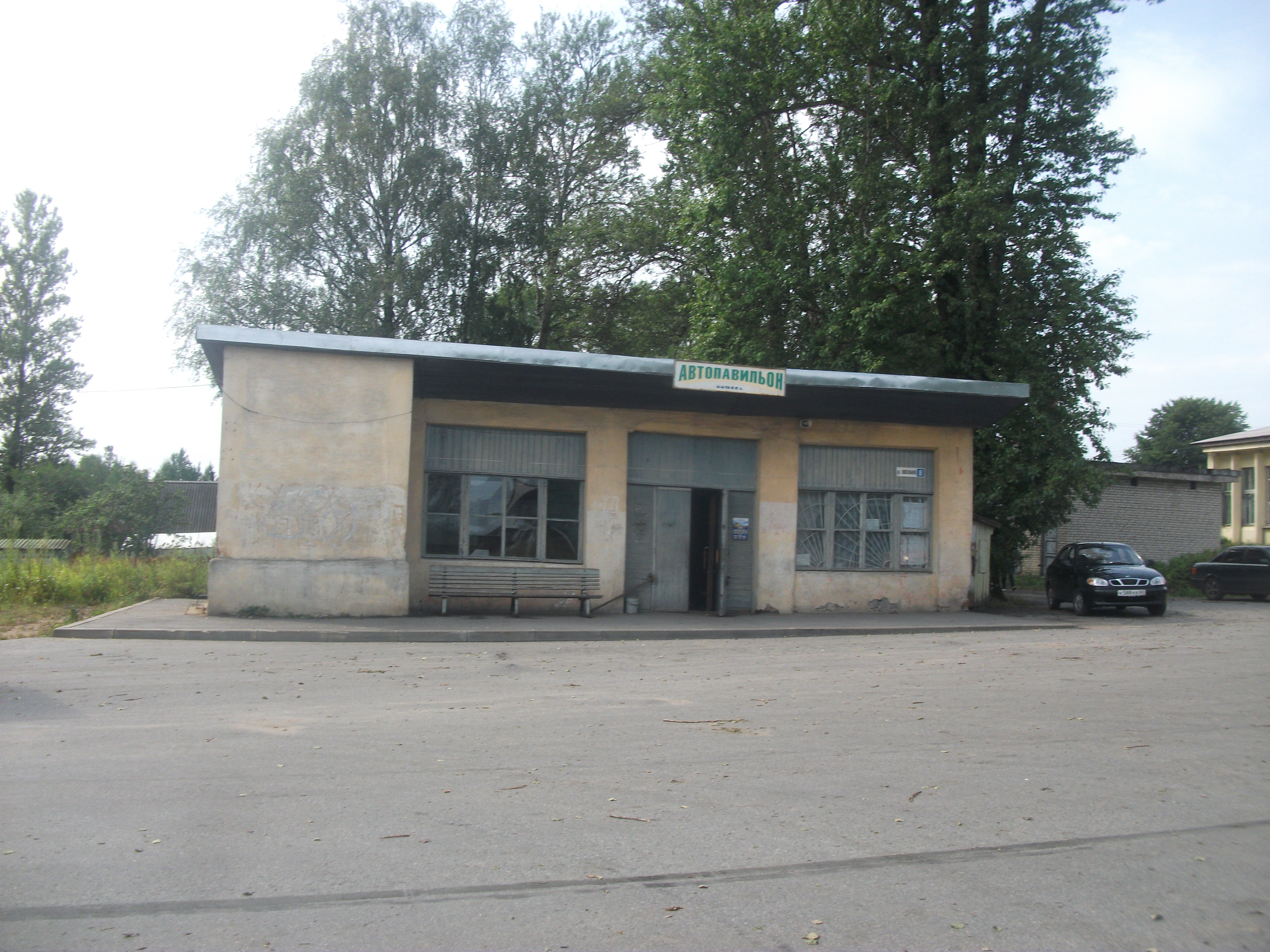
Busstation
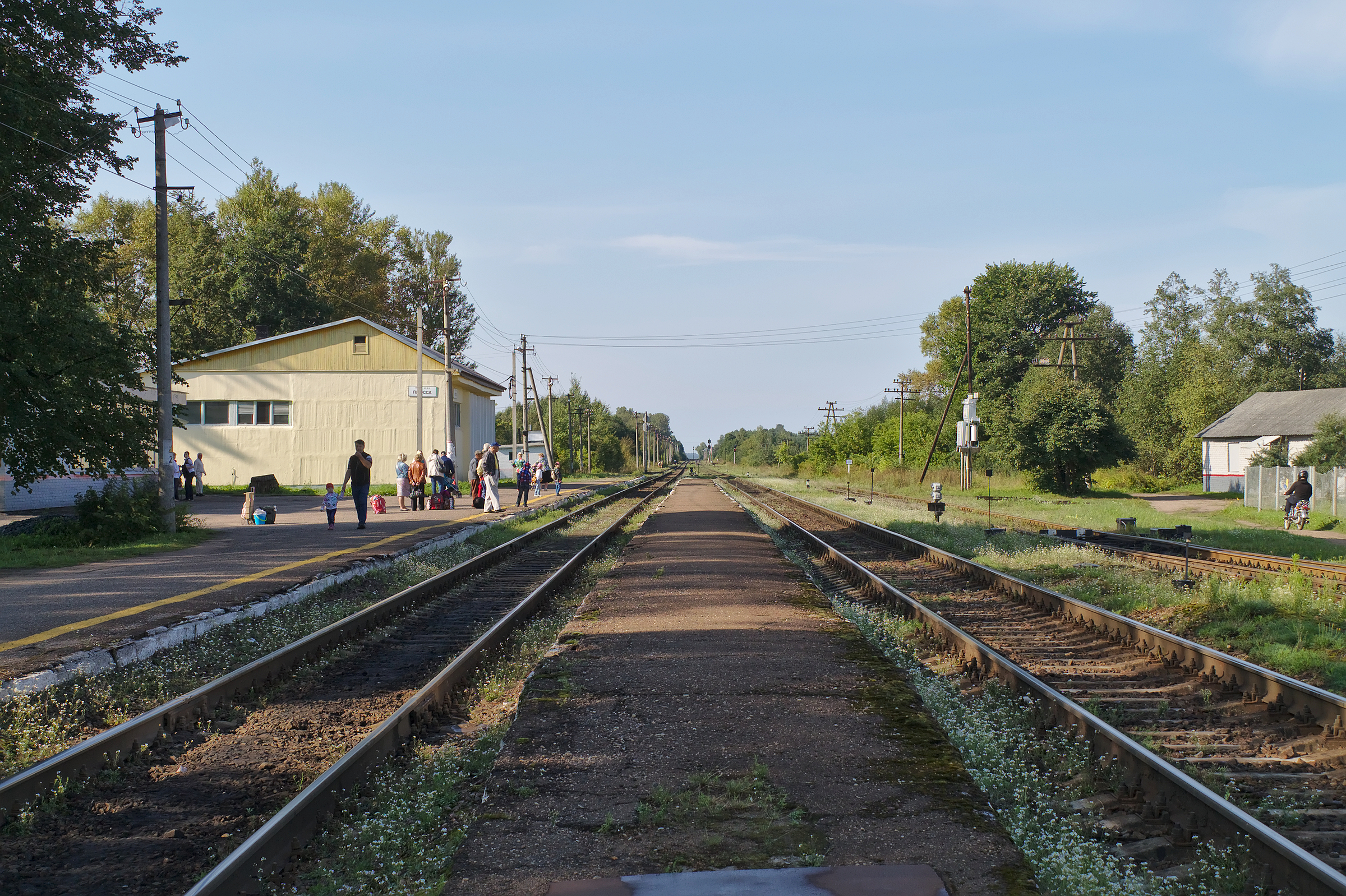
Bahnhof Pljussa

## Geschichte
Zwei kleine Dörfer im Bereich des heutigen Ortes wurden erstmals 1498 urkundlich erwähnt. Mitte des 16. Jahrhunderts wurde Pljussa bereits als Kirchdorf beschrieben. Während des Livländischen Krieges wurden die Dörfer 1581/1582 zerstört oder erst ab 1629 neu besiedelt.
Nach der Vorbeiführung der Eisenbahnstrecke Sankt Petersburg – Warschau 1859 wuchsen die Dörfer und die Siedlung bei der Bahnstation allmählich zusammen. Der Ort gehörte ab dem 18. Jahrhundert zum Ujesd Luga des Gouvernements Sankt Petersburg.
Am 1. August 1927 wurde Pljussa Verwaltungssitz eines neu geschaffenen, nach ihm benannten Rajons. Im Zweiten Weltkrieg war Strugi Krasnyje vom 12. Juli 1941 bis 18. Februar 1944 von der deutschen Wehrmacht besetzt. Am 5. März 1971 erhielt der Ort den Status einer Siedlung städtischen Typs.

### Bevölkerungsentwicklung
| Jahr | Einwohner |
| ---- | --------- |
| 1939 | 1978      |
| 1959 | 1964      |
| 1970 | 2378      |
| 1979 | 4101      |
| 1989 | 4317      |
| 2002 | 3856      |
| 2010 | 3450      |

Anmerkung: Volkszählungsdaten

## Verkehr
Pljussa besitzt einen Bahnhof bei Kilometer 182 der auf diesem Abschnitt 1859 eröffneten Eisenbahnstrecke Sankt Petersburg – Pskow – Daugavpils (Lettland), die als Teil der Verbindung nach Warschau als eine der ersten Fernstrecken des Russischen Kaiserreichs errichtet wurde.
Durch die Siedlung führt die Regionalstraße 58K-089, die knapp 20 km östlich von der föderalen Fernstraße R23 Sankt Petersburg – Pskow – belarussische Grenze (Teil der Europastraße 95) abzweigt und weiter durch den Nordteil der Oblast nach Gdow am Peipussee verläuft. In südwestlicher Richtung folgt die 58K-366 der Bahnstrecke ins benachbarte Rajonzentrum Strugi Krasnyje und weiter wiederum zur R23.